# Патрік Ґордон
Патрік Леопольд Ґордон (англ. Patrick Leopold Gordon; 31 березня 1635, графство Абердиншир, Шотландія — 1699, Росія) — шведський і польський офіцер, генерал на службі Московського царства (з 1661 року).
За походженням шотландець, католик. Брав участь у багатьох військових операціях на території козацької України: у битвах під Чудновим та Слободищем, у Чигиринських походах 1676—78 та в Азовських 1695—96. Після провалу Чигиринської операції певний час мешкав у Києві в складі московської окупаційної залоги — у ранзі полковника, що викликало нарікання ієрархів Православної церкви (Ґордон — католик, при тому ревний). Відомий своїм щоденником, який містить унікальні історичні деталі. Зокрема, він залишив запис про героїчний захист Конотопської фортеці 1659 року козаками полковника Григорія Гуляницького (ця подія передувала Конотопській битві, з перемогою Гетьмана Іоанна Виговського на р. Куколка):
|  | Я виїхав з Батурина і ночував у Конотопі. Се місто славне й знамените по жалобних піснях московитів про загибель там їхньої кінноти року Господнього 1659. Тоді московити обложили його з численним військом і вельми дошкуляли йому апрошами, мінами, метанням гранат і безупинною стріляниною з гармат... |